# Liste der Klettersteige in Kärnten
Nachfolgend eine alphabetische Liste von Klettersteigen im österreichischen Bundesland Kärnten. Gelistet werden durchwegs mit Stahlseilen versicherte Steige, für deren Begehung die Verwendung eines Klettersteigsets empfohlen wird.

## Klettersteige
| Name                                       | Lage bzw. Talort                                   | Beschreibung | Schwierigkeit        | Bild |
| ------------------------------------------ | -------------------------------------------------- | --- | -------------------- | ---- |
| Bella Vista                                | Kolbnitz, Bezirk Spittal an der Drau               | Vom Bundesheer errichteter Steig über den Nordwestgrat auf die Hohe Leier. | C/D                  |      |
| Cellonstollen                              | Kötschach-Mauthen, Bezirk Hermagor                 | Der Cellonstollen ist ein während des Ersten Weltkrieges von österreichischen Truppen in den Fels gesprengter Nachschubweg nahe der italienischen Grenze am Plöckenpass. Er ist der einzige unterirdische Klettersteig Kärntens und führt östlich des Oberst-Gressel-Steigs über rund 110 Höhenmeter auf die Cellonschulter. Er gilt als sportlich weniger anspruchsvoller Zustieg zum Weg ohne Grenzen, welcher auf den Gipfel des Frischenkofel (italienisch: Cellon) führt. | B                    |      |
| Crete Rosse                                | Tröpolach, Bezirk Hermagor                         | Vom italienischen Alpenverein angelegter Steig auf das Gipfelplateau des Trogkofel am Nassfeld, nahe der italienischen Grenze. | B/C                  |      |
| Danielsberg                                | Kolbnitz, Bezirk Spittal an der Drau               | Kurzer Steig im Klettergarten Danielsberg. | C                    |      |
| Däumling                                   | Tröpolach, Bezirk Hermagor                         | Der Steig führt über einen mit Felstürmen bestückten Grat und 40-m-Seilbrücke unterhalb des Gipfels des Gartnerkofels am östlichen Rand des Nassfelds. | B/C                  |      |
| Detmolder Grat                             | Malta, Bezirk Spittal an der Drau                  | Hochalpiner Steig auf die Hochalmspitze, die höchste Erhebung der Ankogelgruppe. | B/C                  |      |
| Dohlen oder Weg der Jugend für den Frieden | Dellach/Gail, Bezirk Hermagor                      | Verläuft über den Nordostgrat auf den Gipfel des Hohen Triebes. | B/C                  |      |
| Dreifaltigkeit                             | Lavamünd, Bezirk Wolfsberg                         | Kurzer Steig am Dreifaltigkeitsfelsen, in den Abbrüchen unterhalb der Dreifaltigkeitskirche. | C                    |      |
| Extrem und BGV                             | Bad Bleiberg, Bezirk Villach-Land                  | Zwei verbundene Klettersteige im Bereich der Traninger Wand. | D/E                  |      |
| Falkensteig                                | Patergassen in Reichenau, Bezirk Feldkirchen       | Rund 300 m langer Steig am Falkert in den Nockbergen. | C/D                  |      |
| Fallbach                                   | Malta, Bezirk Spittal an der Drau                  | Einer der anspruchsvollsten Steige in Österreich. Verläuft östlich des höchsten Wasserfalls Kärntens durch die Felswand und nutzt als erster Steig Österreichs die Zweiseiltechnik. | E                    |      |
| Hochstuhl                                  | Feistritz im Rosental, Bezirk Klagenfurt-Land      | Führt über den Nordgrat auf den Hochstuhl, den höchsten Berg der Karawanken, im Grenzgebiet zu Slowenien. | B/C                  |      |
| Kanzianiberg                               | Finkenstein, Bezirk Villach-Land                   | Der Steig besteht aus mehreren Abschnitten um die Felswände des Klettergarten Kanzianibergs und besitzt keinen definierten Einstieg. Geklettert wird an gut gesicherten Felsblöcken, Felswänden, Seilbrücken und durch Bergspalten. | B/C                  |      |
| Klabauter                                  | Kötschach-Mauthen, Bezirk Hermagor                 | Der Steig führt durch die Mauthner Klamm (gesperrt, nachdem am 16. August 2019 durch einen fallenden Ast ein Kind zu Tod kam) und folgt dem Valentinbach flussaufwärts. Kann auch als leichte Canyoningtour genutzt werden. | C                    |      |
| Koban-Prunner                              | Kötschach-Mauthen, Bezirk Hermagor                 | Der nicht durchgehend mit Seilen gesicherte Steig war der erste versicherte Anstieg über die Nordseite der Hohen Warte. Er führt vom Wandfuß bis zum Gipfel und nimmt den Weg der 26er auf, welcher als alternativer Steig weiter östlich durch den Wandsockel führt. | B                    |      |
| Koschlak                                   | Eisenkappel-Vellach, Bezirk Völkermarkt            | Genussklettersteig neben dem schwereren Türkenkopf-Klettersteig, mit einer Nepalbrücke und einem Höhlendurchschlupf als Höhepunkte. Eine C/D-Variante bei der Höhle kann gewählt werden. | C, eine Variante C/D |      |
| Lärchenturm                                | Zell, Bezirk Klagenfurt-Land                       | 700 m langer Steig mit zwei unterschiedlich schweren Varianten auf den Lärchenturm der Koschuta. | D                    |      |
| Luft unter den Sohlen                      | Döbriach in Radenthein, Bezirk Spittal an der Drau | Anspruchsvoller Sportklettersteig im modernen Stil durch die Breitwand mit Blick auf den Millstätter See. | D/E                  |      |
| Malta                                      | Malta, Bezirk Spittal an der Drau                  | Im Juni 2017 fertiggestellter Steig durch die Kletterwand unterhalb des Berghotels Malta mit Blick auf die Kölnbreinsperre. |                      |      |
| Millnatzenklamm                            | Ladstatt in Lesachtal, Bezirk Hermagor             | Entlang des Millnatzenbaches passiert der Klettersteig vier Wasserfälle. Am ersten Wasserfall kann eine C/D-Stelle als alternative Route gewählt werden. | B/C                  |      |
| Möllschlucht                               | Heiligenblut, Bezirk Spittal an der Drau           | Verläuft durch die von der Möll ausgewaschene Schlucht am Fuße des Großglockner. | D                    |      |
| Norbert Schluga                            | Obervellach, Bezirk Spittal an der Drau            | Stellenweise verwachsener Steig an der Hohen Wand. | B/C                  |      |
| Kletterpark Oberdrauburg                   | Oberdrauburg, Bezirk Spittal an der Drau           | Die drei kurzen Klettersteige Kirchblick (B/C), Burgforst (B/C) und Draublick (D) mit Kletternetz führen östlich der Kletterrouten durch die Felswand hinter der Pfarrkirche. | B/C bis D            |      |
| Weg der Oberkärntner Jäger                 | Döbriach in Radenthein, Bezirk Spittal an der Drau | 2012 als Ergänzung zum schweren Steig Luft unter den Sohlen im östlichen Wandteil errichteter Steig durch die Breitwand. | B                    |      |
| Oberst Gressel                             | Kötschach-Mauthen, Bezirk Hermagor                 | Der Steig befindet sich am Plöckenpass bei der italienischen Grenze und führt westlich des Cellonstollens auf die Cellonschulter. Er gilt als sportliche Alternative zum Erreichen des Weges ohne Grenzen, welcher weiter auf den Gipfel des Frischenkofel (italienisch: Cellon) führt. | C/D                  |      |
| Peterlewand                                | St. Urban in Steindorf, Bezirk Feldkirchen         | Kurze Steige mit verschiedenen Zustiegsoptionen und Aussicht auf den Ossiacher See an der Peterlewand. | B bis D              |      |
| Pirknerklamm                               | Oberdrauburg, Bezirk Spittal an der Drau           | Schluchtsteig durch die Pirknerklamm am ostseitigen Bergfuß des Hochstadels. | C                    |      |
| Rotschitza-Klamm                           | Finkenstein, Bezirk Villach-Land                   | Kurzer Steig mit zwei Seilbrücken entlang des Rotschitza-Wasserfalls und mit Aussicht auf den Faaker See. | B/C                  |      |
| Säuleck                                    | Mallnitz, Bezirk Spittal an der Drau               | Alpiner Steig über den Südgrat zum Gipfel des Säuleck. Aus Naturschutzgründen wurde er 2007 ohne Trittstifte oder Klammern errichtet. | D/E                  |      |
| Schlossberg                                | Griffen, Bezirk Völkermarkt                        | Seit Mai 2018 bestehender und aufgrund langer Strecken bei anhaltendem Überhang als sehr schwer geltender Sportklettersteig durch die Südwestwand des Schlossberges. In den rund 500 m langen Klettersteig wurden im Laufe der Zeit zusätzlich Trittbügel und ein Notausstieg eingebaut. | E                    |      |
| Steinbergerweg                             | Kötschach-Mauthen, Bezirk Hermagor                 | Der Steinbergerweg kann über den Oberst-Gressel-Steig oder den Cellonstollen erreicht werden und führt nordwestlich des Weges ohne Grenzen durch die steinschlaggefährdete Ostrinne auf den Gipfelkamm des Frischenkofel (italienisch: Cellon). Benannt ist er nach Simon Steinberger, welcher im Juni 1915 mit einer ausgewählten Gruppe über diese Route den Cellon erstieg und die italienische Besatzung zum Rückzug auf den Westgipfel zwang.                             | B/C                  |      |
| Türkenkopf                                 | Eisenkappel-Vellach, Bezirk Völkermarkt            | Anspruchsvoller Sportklettersteig im modernen Stil am Trobefelsen nahe der Türkenschanze. | D/E                  |      |
| Uiberlacher oder Überlacher                | Tröpolach, Bezirk Hermagor                         | Ein teilweise mit Leitern versicherter Steig auf den Trogkofel am Nassfeld, nahe der italienischen Grenze. | B/C                  |      |
| Wangenitzsee                               | Wangenitzsee, Bezirk Spittal an der Drau           | Der im Nationalpark Hohe Tauern gelegene Klettersteig führt entlang der westlichen Felsen am Wangenitzsee, dem größten Bergsee Kärntens auf 2465 m. | C                    |      |
| Weg ohne Grenzen                           | Kötschach-Mauthen, Bezirk Hermagor                 | Der Weg ohne Grenzen kann über den Oberst-Gressel-Steig oder den Cellonstollen erreicht werden und führt östlich des leichteren Steinbergerweges auf den Gipfelkamm des Frischenkofel (italienisch: Cellon). | D                    |      |
| Weg der 26er                               | Kötschach-Mauthen, Bezirk Hermagor                 | Der durch den Nordwandsockel der Hohen Warte verlaufende Steig mündet im Koban-Prunner-Weg und zählt zu den schwierigsten in den Karnischen Alpen. | D                    |      |
| Walter Mory                                | Bleiburg, Bezirk Völkermarkt                       | Steiganlage im Petzenmassiv, die nahe der Bergstation der Petzenseilbahn endet. | C/D                  |      |
| Winkelturm oder Torre Clampil              | Tröpolach, Bezirk Hermagor                         | Der Vorberg Winkelturm/Torre Clampil befindet sich am Nassfeld an der italienischen Grenze. Auf das Gipfelplateau führen ein Steig durch die rund 180 Meter hohe Nordwand (D/E) und einer über den Ostgrat (C). Jener durch die Nordwand gilt als der anspruchsvollste im Nassfeldgebiet. | C bzw. D/E           |      |